# Pougues-les-Eaux
Pougues-les-Eaux is een gemeente in het Franse departement Nièvre (regio Bourgogne-Franche-Comté). De plaats maakt deel uit van het arrondissement Nevers. Pougues-les-Eaux telde op 1 januari 2022 2.388 inwoners.

## Geografie
De oppervlakte van Pougues-les-Eaux bedroeg op 1 januari 2022 12,72 vierkante kilometer; de bevolkingsdichtheid was toen 187,7 inwoners per km².

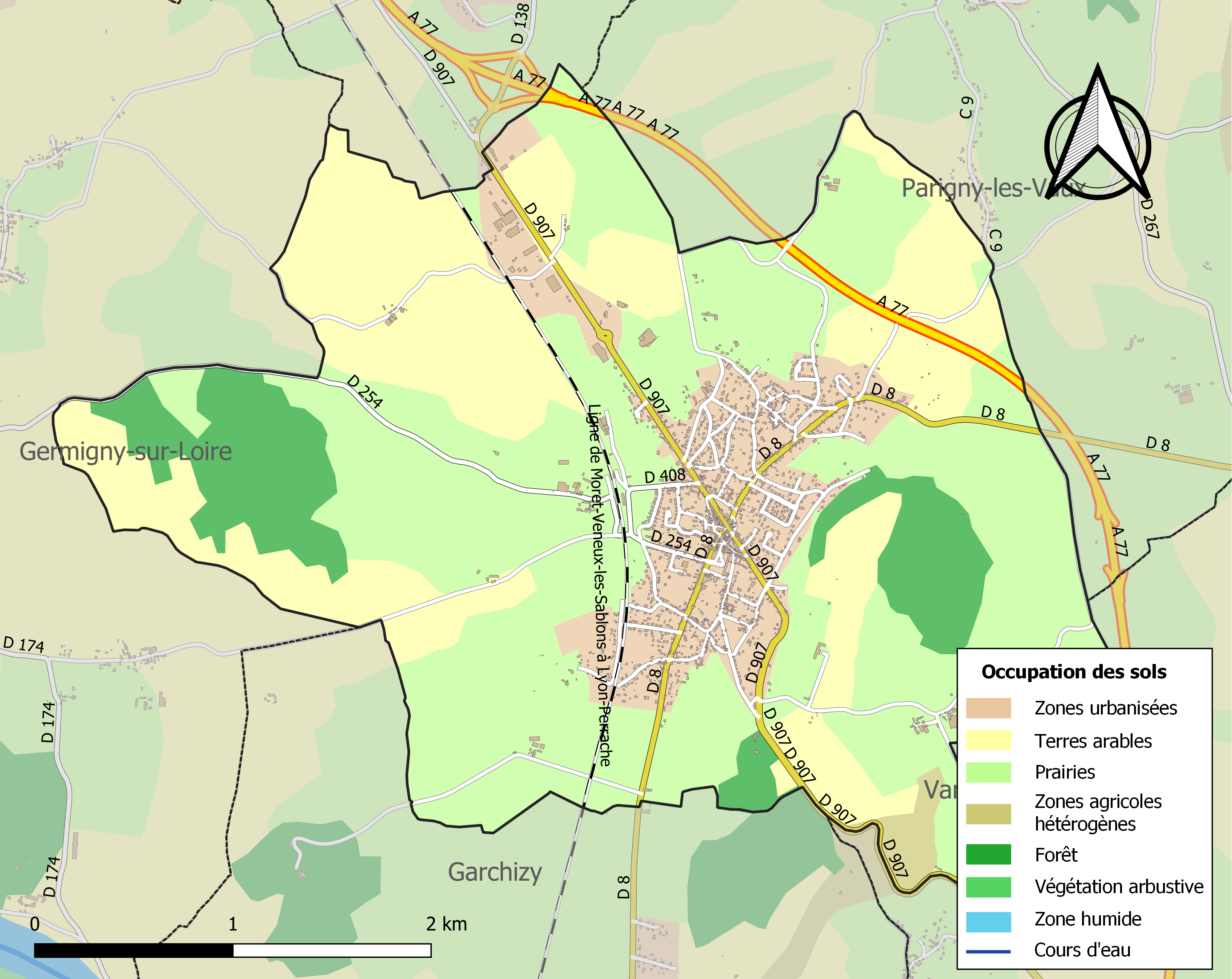
Kaart van de gemeente met de belangrijkste infrastructuur, bodemgebruik en omliggende gemeenten

## Demografie
Onderstaande figuur toont het verloop van het inwonertal (bron: INSEE-tellingen).